# Канизи
Канизи (фр. Canisy) насеље је и општина у северној Француској у региону Доња Нормандија, у департману Манш која припада префектури Сен Ло.
По подацима из 2011. године у општини је живело 1041 становника, а густина насељености је износила 166,56 становника/km². Општина се простире на површини од 6,25 km². Налази се на средњој надморској висини од 62 метара (максималној 116 m, а минималној 39 m).

## Демографија
| 1962. | 1968. | 1975. | 1982. | 1990. | 1999. | 2011. |
| ----- | ----- | ----- | ----- | ----- | ----- | ----- |
| 638   | 662   | 695   | 719   | 855   | 931   | 1.041 |

График промене броја становника у току последњих година